# Balneário Camboriú
Balneário Camboriú är en turiststad och kommun i södra Brasilien och ligger i delstaten Santa Catarina. Kommunens befolkning uppgick år 2014 till cirka 125 000 invånare, och den ingår i storstadsområdet Foz do Rio Itajaí (där Itajaí är den största staden).